# (100235) 1994 PX24
(100235) 1994 PX24 es un asteroide perteneciente al cinturón de asteroides, descubierto el 12 de agosto de 1994 por Eric Walter Elst desde el Observatorio de La Silla, Chile.

## Designación y nombre
Designado provisionalmente como 1994 PX24.

## Características orbitales
1994 PX24 está situado a una distancia media del Sol de 2,586 ua, pudiendo alejarse hasta 3,064 ua y acercarse hasta 2,109 ua. Su excentricidad es 0,184 y la inclinación orbital 1,971 grados. Emplea 1519 días en completar una órbita alrededor del Sol.

## Características físicas
La magnitud absoluta de 1994 PX24 es 16,5.